# Винкс (2. сезона)
Друга сезона анимирана телевизијска серија Винкс је емитована од 19. априла до 14. јула 2005, која се састоји од 26 епизода. Серију је створио Иђинио Страфи, који је такође деловао као извршни продуцент и режисер сезоне. Сезона је имала премијеру 2007. на ТВ каналу РТС 2 у Србији и касније се емитовала на ТВ каналу Ултра. Дистрибутер српске синхронизације је предузеће Luxor Co. и синхронизацију је радио студио Loudworks. Luxor Co. је 11—13. епизоду објавио на DVD издању уз новогодишњи пакетић.
Сезона следи другу годину Винкс на Алфеи, школи за виле, где настоје да стекну побољшање својих моћи под називом Чармикс. Нови члан Винкс (Ајша, вила таласа) представљена је у првој епизоди сезоне. У међувремену, Трикс је из затвора ослободио Даркар, који је постао њихов вођа.
У фебруару 2011, Viacom (васник ТВ канала Nickelodeon) постао је сувласник студија Rainbow. Rainbow и Nickelodeon Animation Studio продуцирали су оживљену серију Винкс, која је започела са четири телевизијска специјала који препричавају прве две сезоне оригиналне серије. Четврти специјал, „Тамни Феникс”, препричао је радњу друге сезоне и имао је премијеру 26. октобра 2011.

## Радња
У другој сезони, Винкс се после распуста враћају у школу, где долази мистериозна девојка, за коју се касније испоставило да је вила, принцеза Андроса, по имену Ајша. Она их упознаје са главним негативцем друге сезоне, Лордом Даркаром или Тамним Фениксом, који жели да нађе сва четири дела Кодекса и откључа пролаз у Реликс, где се наводно налази основна моћ. Три од четири дела Кодекса се налазе у школама магије у Меџиксу: школи за специјалце Црвена фонтана, школи за вештице Мрачни торањ и школи за виле Алфеа, а четврти део се налази у Селу пиксија. Како би дошао до Села пиксија, Лорд Даркар је заробио пиксије, мале виле, а Ајша покушава да их спаси и замало губи живот, али је спашавају Винкс. Трикс су заробљене у трвђави Лајтрок где би требало да покушају да буду добре, али их Лорд Даркар спашава одатле и затим му оне служе, па имају мању улогу него у првој сезони. Оне су му биле потребне да набаве Кодекс, али му је онда била потребна и Блумина моћ Змајевог пламена како би отворио Реликс, па је у Алфеу послао свог слугу, новог „професора” Авалона. Након што су пиксији ослобођени, свака Винкс вила је нашла свој пар у малој вили: Блум — Локет, Стела — Амор, Флора — Чата, Техна — Диџит, Мјуза — Тјун, док је Ајша већ имала свог пиксија Пиф. Винкс виле су у међувремену добиле додатак на своју обичну трансформацију, Чармикс. Трикс добијају свој Глумикс од Лорда Даркара. Појављује се и нови специјалац, Хилио, који је у роду са Саладином, оснивачем Црвене фонтане. Хилио постаје Флорин љубавни интерес. Лорд Даркар претвара Блум у Мрачну Блум, али Стела, Ајша, Флора, Мјуза, Техна, Скај, Брендон, Ривен, Тими и Хилио, као и управници школа магије, Фарагонда, Грифин и Кодаторта, покушавају да спасу Блум. На крају, Скај Мрачној Блум признаје своја права осећања и она се поново враћа у нормалу и Винкс заједно уништавају Лорда Даркара. У последњој епизоди, када су се Винкс виле вратиле у Алфеу да прославе победу, Ајша је званично постала шести члан Винкс чиме се завршава друга сезона.

## Гласовне улоге
| Улога        | Српски глас         |
| ------------ | ------------------- |
| Блум         | Јелена Стојиљковић  |
| Стела        | Мариана Аранђеловић |
| Флора        | Александра Ширкић   |
| Мјуза        | Бојана Стефановић   |
| Техна        | Наташа Балог        |
| Лејла        | Александра Хлишћ    |
| Ајси         | Ана Марковић        |
| Дарси        | Софија Јеремић      |
| Сторми       | Јована Мишковић     |
| Даркар       | Радован Вујовић     |
| Скај         | Милан Антонић       |
| Брендон      | Марко Марковић      |
| Ривен        | Радован Вујовић     |
| Тими         | Жељко Алексић       |
| Хилио        | Срђан Јовановић     |
| Локит        | Александра Хлишћ    |
| Амор         | Ана Марковић        |
| Чата         | Јелена Стојиљковић  |
| Тјун         | Александра Ширкић   |
| Диџит        | Софија Јеремић      |
| Пиф          | оригинални глас     |
| Нинфеа       | Мариана Аранђеловић |
| Конкорда     | Ана Марковић        |
| Дискорда     | Александра Ширкић   |
| Атина        | Мариана Аранђеловић |
| Зинг         | Мариана Аранђеловић |
| Џоли         | Јелена Стојиљковић  |
| Ливи         | Јована Мишковић     |
| Фарагонда    | Наташа Балог        |
| Гризелда     | Ана Марковић        |
| Визгиз       | Милан Антонић       |
| Паладијум    | Жељко Алексић       |
| Офелија      | Мариана Аранђеловић |
| Грифин       | Мариана Аранђеловић |
| Едилтруда    | Софија Јеремић      |
| Заратустра   | Софија Јеремић      |
| Саладин      | Марко Марковић      |
| Кодаторта    | Марко Марковић      |
| Мајк         | Радован Вујовић     |
| Ванеса       | Ана Марковић        |
| Мици         | Софија Јеремић      |
| Хо-Бо        | Милан Антонић       |
| Матлин       | Ана Марковић        |
| Ерендор      | Милан Антонић       |
| Самара       | Мариана Аранђеловић |
| Дијаспро     | Ана Марковић        |
| Мирта        | Јована Мишковић     |
| Луси         | Александра Хлишћ    |
| Јошиноја     | Милан Антонић       |
| Бен          | Срђан Јовановић     |
| Бо           | Радован Вујовић     |
| Џинпи        | Марко Марковић      |
| Џанко        | Софија Јеремић      |
| Кју          | Радован Вујовић     |
| Аментија     | Софија Јеремић      |
| Спонсус      | Милан Антонић       |
| Абрупто      | Марко Марковић      |
| Фоеда        | Ана Марковић        |
| Енервус      | Радован Вујовић     |
| Матичар      | Марко Марковић      |
| Шимел        | Срђан Јовановић     |
| Какофоникс   | Марко Марковић      |
| Амарил       | Софија Јеремић      |
| Мајки        | Александра Хлишћ    |
| Олеана       | Наташа Балог        |
| Ортенсија    | Наташа Балог        |
| Селена       | Софија Јеремић      |
| Ендора       | Јована Мишковић     |
| Шили         | Мариана Аранђеловић |
| Табита       | Александра Хлишћ    |
| Хеката       | Јована Мишковић     |
| Дарма        | Александра Хлишћ    |
| Џери         | Срђан Јовановић     |
| Бјанка Блеки | Мариана Аранђеловић |
| Служавка     | Александра Ширкић   |
| Ромео        | Жељко Алексић       |
| Јулија       | Александра Ширкић   |
| Уводна песма | Марија Михајловић   |

## Епизоде
| Бр. еп. (укупно) | Бр. еп. (у сезони) | Наслов                       | Датум емитовања у Италији | Датум емитовања у Америци |
| ---------------- | ------------------ | ---------------------------- | ------------------------- | ------------------------- |
| 27               | 1                  | Тамни Феникс                 | 19. април 2005.           | 10. септембар 2005.       |
| 28               | 2                  | Повратак Трикса              | 21. април 2005.           | 17. септембар 2005.       |
| 29               | 3                  | Спасилачка мисија            | 26. април 2005.           | 24. септембар 2005.       |
| 30               | 4                  | Принцеза Аментија            | 28. април 2005.           | 1. октобар 2005.          |
| 31               | 5                  | Магична веза                 | 3. мај 2005.              | 8. октобар 2005.          |
| 32               | 6                  | Одбегли младожења            | 5. мај 2005.              | 15. октобар 2005.         |
| 33               | 7                  | Мистериозни камен            | 10. мај 2005.             | 22. октобар 2005.         |
| 34               | 8                  | Парти брејкер                | 12. мај 2005.             | 29. октобар 2005.         |
| 35               | 9                  | Тајна професора Авалона      | 17. мај 2005.             | 5. новембар 2005.         |
| 36               | 10                 | Књига                        | 19. мај 2005.             | 12. новембар 2005.        |
| 37               | 11                 | Трка с временом              | 24. мај 2005.             | 19. новембар 2005.        |
| 38               | 12                 | Винкс победа                 | 26. мај 2005.             | 26. новембар 2005.        |
| 39               | 13                 | Невидљиви пиксији            | 31. мај 2005.             | 3. јануар 2005.           |
| 40               | 14                 | Битка на планети Ераклион    | 2. јун 2005.              | 28. јануар 2006.          |
| 41               | 15                 | Представа мора да се настави | 7. јун 2005.              | 4. фебруар 2006.          |
| 42               | 16                 | Ноћ вештица                  | 9. јун 2005.              | 11. фебруар 2006.         |
| 43               | 17                 | Пакт са вештицама            | 14. јун 2005.             | 4. фебруар 2006.          |
| 44               | 18                 | У срцу Мрачног торња         | 16. јун 2005.             | 11. фебруар 2006.         |
| 45               | 19                 | Шпијун из сенке              | 21. јун 2005.             | 18. фебруар 2006.         |
| 46               | 20                 | Пикси село                   | 23. јун 2005.             | 18. фебруар 2006.         |
| 47               | 21                 | Моћ Чармикса                 | 28. јун 2005.             | 25. фебруар 2006.         |
| 48               | 22                 | Битка у Вајлдленду           | 30. јун 2005.             | 25. фебруар 2006.         |
| 49               | 23                 | Време за истину              | 5. јул 2005.              | 4. март 2006.             |
| 50               | 24                 | Даркаров заробљеник          | 7. јул 2005.              | 4. март 2006.             |
| 51               | 25                 | Сусрет са непријатељем       | 12. јул 2005.             | 11. март 2006.            |
| 52               | 26                 | Феникс је ослобођен          | 14. јул 2005.             | 11. март 2006.            |